# Jüdischer Friedhof Odenbach

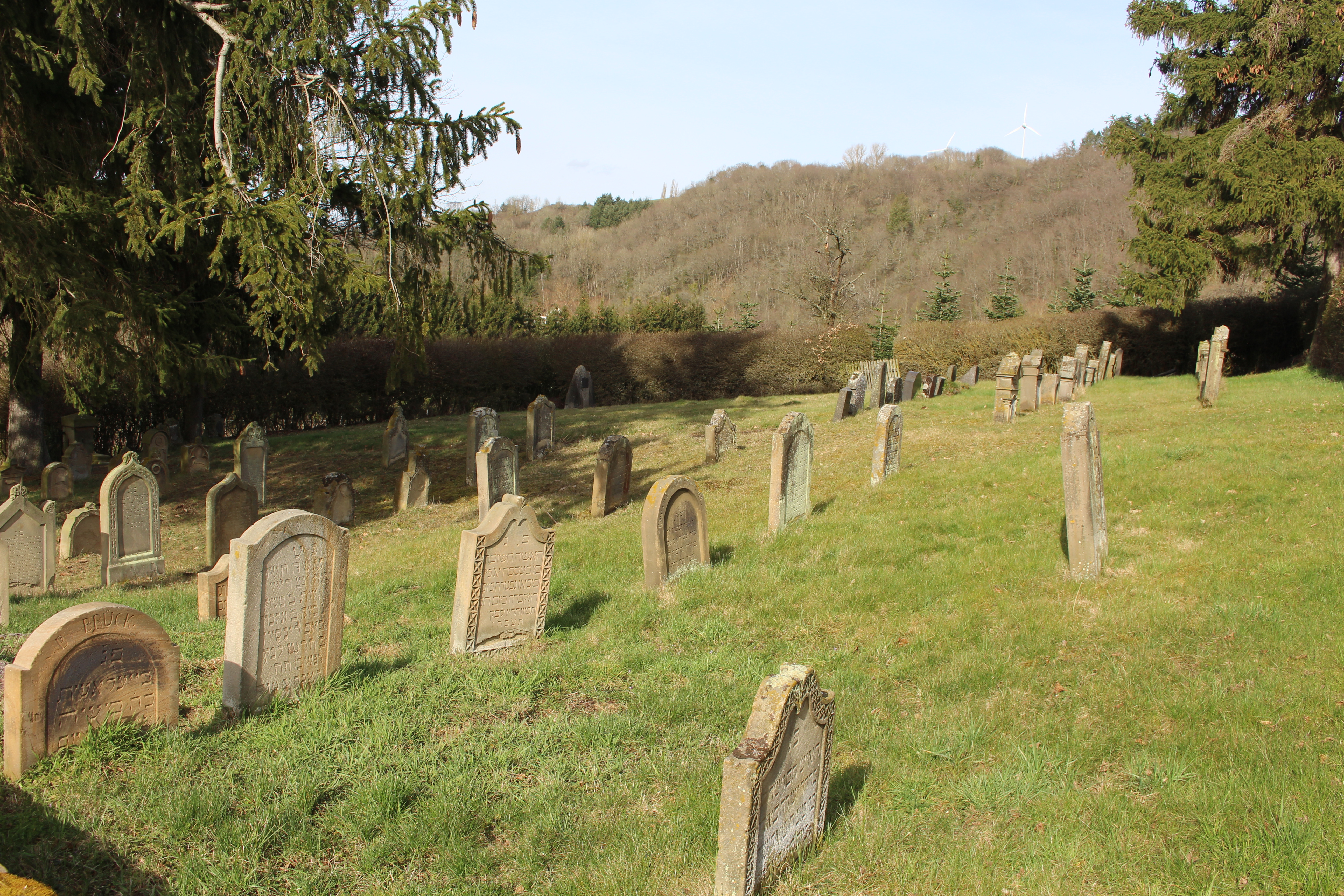
Jüdischer Friedhof in Odenbach (Pfalz)

Der jüdische Friedhof Odenbach ist ein Friedhof in der Ortsgemeinde Odenbach im Landkreis Kusel in Rheinland-Pfalz. Er steht als Kulturdenkmal unter Denkmalschutz.
Der jüdische Friedhof liegt südlich des Ortes und östlich unweit der Landesstraße L 382. 
Auf dem 940 m² großen umfriedeten Friedhof, der wohl im Jahr 1845 angelegt und bis 1938 belegt wurde, befinden sich 50 (nach anderen Angaben 74) Grabsteine aus Sandstein, die eine große Formenvielfalt aufweisen. Vor der Anlage ihres eigenen Friedhofs begruben die Odenbacher Juden ihre Toten in Meisenheim. Seit dem Jahr 1973 gibt es ein Sammelgrab mit Gebeinen vom alten Friedhof in Lauterecken.